# Schleitheimia
Schleitheimia – рід завроподоморфів, що існував у пізньому тріасовому періоді. Фрагментарні рештки знайдені на території Швейцарії.
Описано один вид – Schleitheimia schutzi. Родова назва від місця відкриття решток, Шлайтхайм (Schleitheim) у кантоні Шаффгаузен. Видова назва на честь Еміля Шутца (Emil Schutz, 1916–1974), який зібрав рештки.
Прогресивний у філогенетичному дереві завроподоморф, близько споріднений з Isanosaurus і завроподами.